# Lonicera paradoxa
Lonicera paradoxa är en kaprifolväxtart som beskrevs av Antonina Ivanovna Pojarkova. Lonicera paradoxa ingår i släktet tryar, och familjen kaprifolväxter. Inga underarter finns listade i Catalogue of Life.